# Центральная Венгрия
Центральная Венгрия (венг. Közép-Magyarország) — статистический (NUTS 1 и NUTS 2) регион Венгрии,
включающий медье Пешт и город Будапешт.
Площадь региона составляет 6899 км². (самый маленький по площади регион Венгрии). Население — 2 971 246 человек (по данным 2011 года). Уровень безработицы в 2001 году составлял 4 % (низший по стране).
Наиболее экономически развитый и сильный регион страны. В Центральной Венгрии расположено почти половина (48 %) из всех зарегистрированных в Венгрии фирм. В Будапеште развиты финансовая и научная отрасли.

Основные достопримечательности региона расположены в Будапеште и Вишеграде.

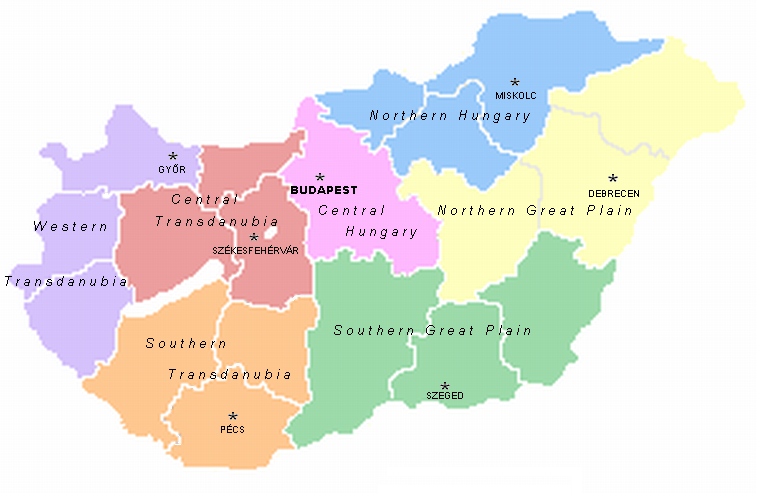
Регионы Венгрии